# Rush (TV-serie, 1974)
Rush (i Sverige visad under namnet Guldrush) är en australisk TV-serie i 26 avsnitt från 1974–1976. Handlingen utspelas under 1850-talets guldrush i Australien. Huvudrollen spelades av John Waters (skådespelare). I övriga roller finns bland andra Olivia Hamnett, Brendon Lunney, Alwyn Kurts, Peter Fleet, Max Meldrum, Delore Whitman, Alain Doutey, Vincent Ball och Hugh Keays-Byrne. Serien sändes i svensk TV 1981.
Ledmotivet från serien blev en hit i Australien med Brian May and the ABC Showband.